# 조윤성
조윤성(1991년 5월 7일 ~ )은 전 KBO 리그 두산 베어스의 외야수이다. 

## 출신학교
- 신용산초등학교
- 자양중학교
- 경기고등학교
- 고려대학교